# Лионское восстание (1834)
Лио́нское восста́ние 1834 года, или Второ́е лио́нское восста́ние (фр. révolte des Canuts, восстание ткачей) — восстание пролетариата, большей частью ткачей, французского города Лиона, закончившееся поражением рабочих. Было подавлено в ходе «кровавой недели».

## Социально-политическое положение
После Лионского мятежа (1793) город был сильно разрушен, 75 % промышленных предприятий остановилось. Только с 1804 года, когда император Наполеон Бонапарт разместил здесь крупный заказ на сукно, город начал восстанавливаться. В результате развития фабричной промышленности ухудшилось положение рабочих, возрос уровень безработицы.
После подавления первого лионского восстания правительство решило, что дух рабочих сломлен, однако в уже в 1832 году в Лионе появляются республиканские подпольные организации, объединяющие рабочих и мелкую буржуазию: секции Общества друзей народа, Ассоциация борьбы за свободу патриотической печати, Общество прогресса. Однако уже в 1833 году они отступили на второй план в связи с созданием «Общества прав гражданина и человека», выступавшим за освобождение рабочего класса. Одновременно рабочие создали свою профессиональную подпольную организацию — Ассоциацию феррандистов. Параллельно с ней действовала Ассоциация мютюэлистов.
Создание этих ассоциаций позволило лионским ткачам уже в начале 1833 года возобновить борьбу за повышение заработной платы. В феврале в некоторых мастерских произошли волнения, а в октябре забастовки охватили различные отряды трудящихся города. Ткачам удалось добиться увеличения заработной платы, но в начале 1834 года их положение вновь ухудшилось в связи с уменьшением спроса на их продукцию, что повлекло за собой уменьшение заработной платы. Это вызвало волнение среди ткачей и других групп рабочих, а также мелкой буржуазии. Ассоциации призвали своих сторонников прекратить работу до тех пор, пока фабриканты не поднимут заработную плату.

### Стачка
14 февраля в Лионе началась всеобщая стачка. 17 и 18 февраля в центре города состоялись массовые демонстрации. Рабочие распевали песни времен революции 1789 года. Однако властям удалось расколоть ряды бастующих, и уже 23 февраля рабочие прекратили стачку, приняв условия, выдвинутые фабрикантами.
Февральские волнения в провинции были использованы палатой депутатов для скорейшего принятия закона о запрещении политических союзов и ужесточении репрессий против их членов. И едва только закон был принят палатой депутатов, как обстановка в Лионе вновь резко обострилась. Сигналом к действию рабочих послужил судебный процесс над участниками стачки в Лионе в феврале 1834 года. Утром 5 апреля огромная толпа рабочих заполнила площадь. Судьи, напуганные таким стечением народа, вызвали воинские части и, не дожидаясь их прибытия, прекратили разбор дела. 6 апреля состоялась 10-тысячная демонстрация рабочих. Командовавший лионским гарнизоном генерал Эймар надеялся не допустить беспорядков или в крайнем случае быстро их подавить, поскольку за его спиной находилось около 13 тыс. штыков и сабель.

## Ход восстания

### Вооружённое выступление
Когда утром 9 апреля судебное заседание возобновилось, возбуждение в городе и его предместьях достигло предела. Улицы и площади были заполнены толпами людей, везде шли бурные дискуссии, разбрасывались листовки, содержавшие призыв к борьбе против закона, запрещавшего союзы и ассоциации. По городу передвигались и занимали боевые позиции отряды пехоты и кавалерии.
При невыясненных обстоятельствах солдаты неожиданно дали три залпа в толпу на площади Сен-Жан. Толпы рабочих ринулись к оружейным магазинам, повсеместно началось строительство баррикад. Из тайников доставались ружья, пистолеты, сабли, пики. В 12 часов дня многие улицы и переулки были перегорожены баррикадами, сооружёнными из дилижансов, телег, мебели, бочек, срубленных деревьев, разобранных мостовых. «Долой монархию!», «Да здравствует республика!» — гремело над городом.

### Первый этап восстания
Восстание вспыхнуло стихийно. У восставших не было ни единого революционного центра, ни единого командования. В центре города восставшими руководил Объединённый комитет (состоял из представителей «Общества прав человека и гражданина»), возглавленный Шарлем Лагранжем. Так же среди руководителей следует выделить Бона, Коссидьера, Карье — деятелей профессиональных рабочих союзов и обществ взаимопомощи. В предместьях восстанием руководили Мюгэ, Шарпантье, Картье, однако они действовали отдельно друг от друга.
Бои шли по всему городу. Но, в отличие от восстания 1831 г., рабочие на этот раз сумели захватить важные позиции в центре города, овладели некоторыми мостами через реки. 
Адольф Тьер, министр внутренних дел, применил тактику, которую он повторил в 1871 году, чтобы сокрушить Парижскую Коммуну: уйти из города, передать его повстанцам, окружить его, а затем вернуть себе.
Ночь с 9 на 10 апреля была использована руководителями движения для координации действий и разработки плана действий. Поэтому в течение 10 апреля обстановка стала меняться в пользу повстанцев. Им удалось захватить высоту, на которой находился телеграф. Войска потеряли связь с Парижем. Отряды рабочих теперь уже не ограничивались отражением атак противника, а сами двинулись в наступление. Повстанцы  район Гильотьер, затем Виллербан, где были взяты казармы. Красный флаг повстанцев развевается над Фурвьером, церковью Сен-Низье и больницей Антикуай.
В этот день они попытались связаться с соседними деревнями, направив туда агитаторов, призывавших крестьян примкнуть к восстанию, к борьбе за «социальную республику».
Уверенность повстанцев в победе была так сильна, что вечером 10 апреля во многих районах города были разбросаны листовки, в которых утверждалось, что правительство Луи Филиппа свергнуто и во Франции установлена республика. К вечеру того же дня правительственные войска были почти со всех сторон окружены повстанцами. Генерал Эймар начал подумывать о выводе войск из города, тем более что он получил известие о начавшихся волнениях в Сент-Этьене и в ряде других городов юго-восточной Франции. Восстание грозило вылиться в революцию.

### Второй этап восстания
На следующий день бои между повстанцами и войсками охватили весь город. Однако генералу Эймару удалось, сосредоточив большую часть артиллерии, массированным огнём вынудить отряды повстанцев отступить. Вечером 12 апреля правительственные войска перешли в наступление. Попадавшие в руки солдатни повстанцы расстреливались без суда и следствия.
Из-за нехватки оружия и боеприпасов они были вынуждены отступить перед превосходящими силами врага.
К вечеру 14 апреля войска захватили господствующий над Лионом холм Фурвье. Развевавшееся над ним красное знамя было сорвано и заменено трёхцветным. Вскоре всякое сопротивление рабочих в городе было сломлено, а на следующий день войска подавили последние очаги восстания. 10 000 повстанцев были взяты в плен.

## Результаты
Второе Лионское восстание получило в стране необычайно широкий отклик, показав тем самым, что простой народ не доволен политикой французского правительства. В соседнем Сент-Этьене небольшие группы рабочих подняли 11 апреля восстание, но оно не получило развития, и войска без особого труда овладели положением. В Арбуа на помощь восставшим республиканцам прибыли отряды крестьян с красными знаменами; повстанцам удалось на время завладеть этим городом и низложить мэра. Республиканские волнения произошли в Гренобле, Безансоне, Дижоне, Марселе и в ряде других городов. Самое крупное выступление против монархии произошло 13 и 14 апреля в Париже, когда пожар Лионского восстания уже догорал. Но и здесь Общество прав человека смогло вывести на улицы всего несколько сот человек.
В апреле 1835 года на так называемом «чудовищном процессе» в Париже перед судьями, заседавшими в Люксембургском дворце, предстали 121 участник восстания. Судебный процесс продолжался почти 9 месяцев. Большинство из подсудимых были осуждены на ссылку в колонии и на длительное тюремное заключение.

## Значение
В отличие от первого, второе лионское восстание носило ярко выраженный политический характер. На собственном опыте рабочие успели убедиться, что без политической свободы невозможно социальное освобождение трудящихся. Восстания лионских ткачей, так же как первое национальное пролетарское движение в Англии (чартизм) и восстание силезских ткачей, означали выход рабочего класса на историческую арену. Именно эти движения показали, что классовая борьба между пролетариатом и буржуазией выступила, по выражению Ф. Энгельса, «на первый план в истории наиболее развитых стран Европы, по мере того, как там развивались, с одной стороны, крупная промышленность, а с другой — недавно завоеванное политическое господство буржуазии». Лионские восстания рабочих стали той точкой отсчёта, с которой началась история самостоятельного рабочего движения.
Также традиционно от Лионского восстания ведётся отсчёт использования красного флага в качестве символа революционной борьбы трудящихся.